# 税関風景
税関風景（ぜいかんふうけい）は林鳴平（5代目春風亭柳昇）作の新作落語の演目。柳昇自身がよく高座にかけていた。

## あらすじ
税関の係官と乗客との会話をオムニバス風に描いている。
一人目は外国で酒を買ってきたのがいいがみんな飲んでしまった。「何本ですか。」「ウイスキー十本。ブランデー三十本」「あなた、凄く飲みますねえ。」「いいえ、外国に数年居ましたね。その間に飲んでしまった。」「じゃあ、最初からそう言いなさい。」
二人目は逆に海外旅行しましたかと尋ねてくる。「いいえ、お金がありません。」「それはいけません。何でも外国には一度は行くべきです。私、四菱銀行の者ですが、手軽に海外旅行できるローンがあります。どうです。」と係官にセールスをするたくましい商魂ぶりである。
三人目は祖父の遺骨を箱に入れてきたという。「じゃあ、いいですよ。」「ありがとうございます。・・・どっこいしょ。」「ちょ、ちょっと、待ってくださいよ。遺骨を持つのにどっこいしょとは。」「ええ、おじいさんの八十年の人生が詰まってますので。」「馬鹿なこといいなさんな。開けなさい。・・・あ、ポルノ雑誌じゃありませんか。」「いいえこれは息子のです。」「息子さん！？・・・そこにいるのは赤ちゃんですけど。」「へへ。うちの息子は毎晩ポルノ見ないと眠れない性分で。」「冗談いっちゃいけません。」
四人目の女性はアメリカでさんざん土産物を値切った自慢話を披露。「あたし言ってやったんです。むかし日本はあなたの国に負けてやったじゃありませんか。今度はあなたがまける番だって。」「奥さん。何か言うことが変だなあ。」「アメリカ人も言ってましたよ。マダムが戦争に参加してたら我が国は負けていましたよって。」
五人目は感動さめやらずの面持ちで「いやあ。ヨーロッパはいいねえ。」を連発する。「そうですか。よかったですね。で、何を買ってきましたか。」「君ねえ。やっぱり感動もんだよ。これを見たまえ。これはロンドンで買ったキッコーマン醤油だ。」「へえ！？あなた、何買ってらしたんで？」このほか、フランスで買ったわさび、イタリアで買ったクサヤの干物などを見せつけられ、係官は目を白黒・・・

## 概説
柳昇はこの噺の創作のために税関に出向き、関係者から話を聞いた。これが縁で親しくなった税関の職員がわざわざ寄席に聞きに来てくれたという。噺の骨格は古典落語の「五人廻し」を元にしており、クスグリには古典落語の「禁酒番屋」のパロディもあるなど、作者の優れたセンスがうかがわれる。